# Büchereien Wien

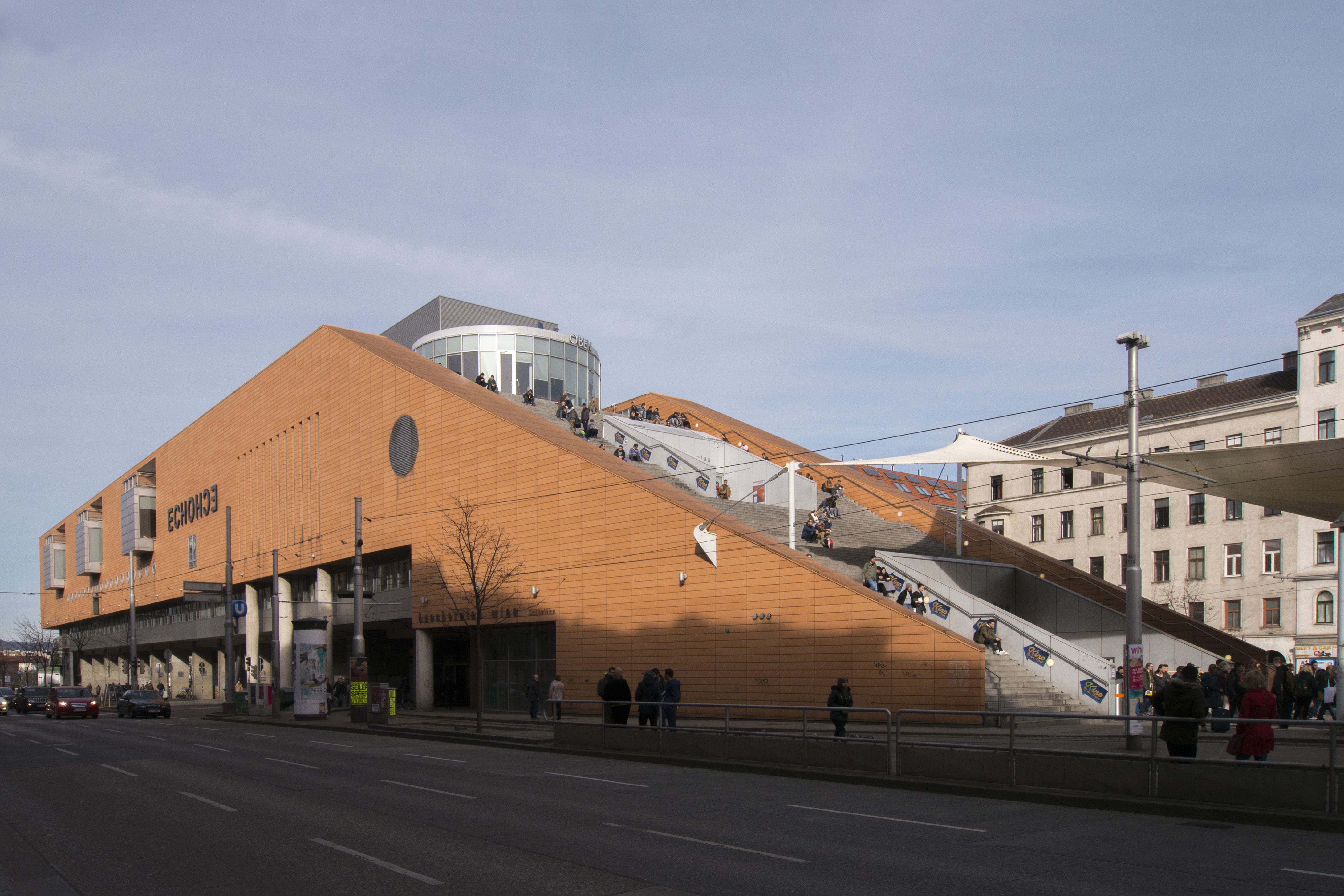
Die 2003 eröffnete Hauptbücherei oberhalb der U-Bahn-Haltestelle Burggasse-Stadthalle am Gürtel.

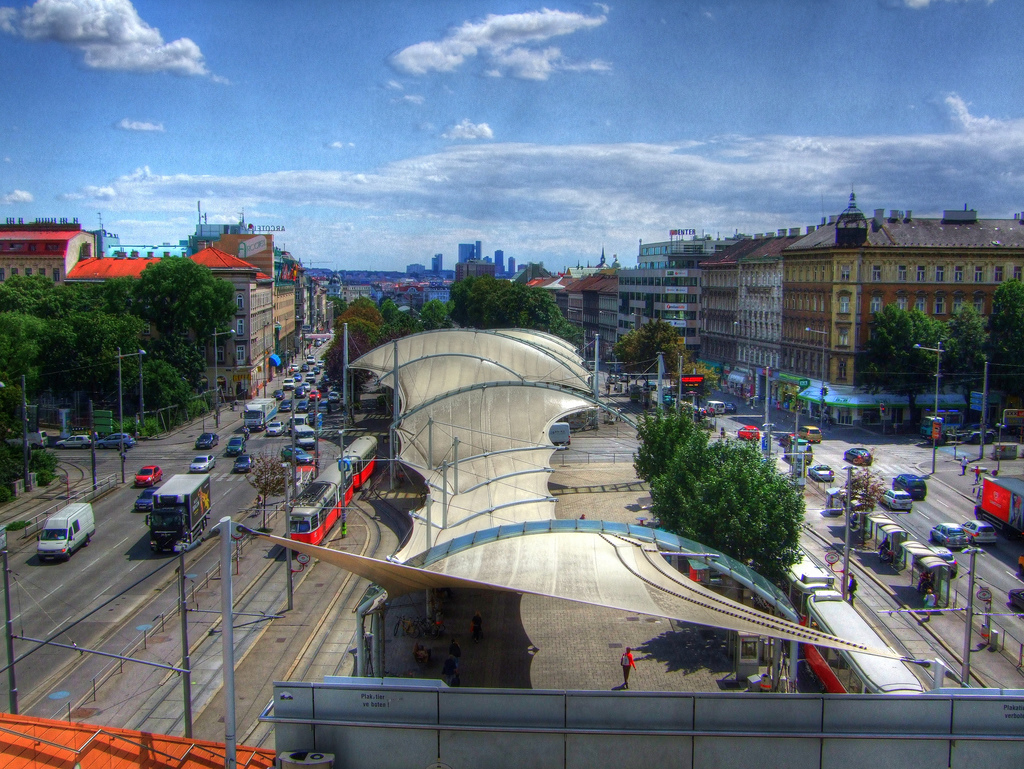
Aussicht auf den Urban-Loritz-Platz vom Dach der Hauptbücherei.

Die von der Gemeinde Wien betriebenen Büchereien Wien stellen ein städtisches Bibliotheksnetz dar. Während die ebenfalls stadteigene Wienbibliothek im Rathaus auf das wissenschaftliche Arbeiten ausgerichtet ist, widmen sich die Büchereien Wien der breiten Volksbildung.
Neben der Hauptbücherei am Neubaugürtel unterhalten die Büchereien Wien 38 Zweigstellen in fast allen Wiener Bezirken. Die seit 1958 betriebenen „mobilen Büchereien“ in Form von Bücherbussen, die an verschiedenen Standorten in Wien – unter anderem bei Schulen – Station machten, wurden im Juni 2009 eingestellt.

## Angebot
In den Büchereien Wien, die in die Zuständigkeit der Magistratsabteilung 13 (Bildung und außerschulische Jugendbetreuung) fallen, stehen über 1,7 Millionen Medien bereit. Neben Büchern, die einen Querschnitt durch alle Themen, von Sachbüchern über Ratgebern, Kinderbücher, Belletristik bis zu Wiener Literatur bieten, verleihen die Büchereien Wien auch Audio-CDs (Klassik, Jazz, Volksmusik, Rock und Pop), CD-ROMs, DVDs, Computerspiele, Audio- und Videokassetten. Die Medien sind in Freihandbereichen frei zugänglich und können entweder an Ort und Stelle benutzt oder entliehen werden. Oft gibt es eigene „Leseecken“ für Migranten mit Büchern aus dem jeweiligen Heimatland. Jede Zweigstelle verfügt zumindest über einen Computer für Katalog- und Internetrecherchen. 2004 verzeichneten die Wiener Büchereien 5,265 Millionen Entlehnungen von 129.125 Leserinnen und Lesern.
Seit 30. September 2010 können in der Virtuellen Bücherei Wien zahlreiche digitale Medien per Download rund um die Uhr ausgeliehen werden. Diese Medien können heruntergeladen und auf dem Computer oder anderen Geräten wie E-Book-Reader oder MP3-Player genutzt werden. Um eMedien ausleihen zu können, wird eine gültige Büchereikarte der Büchereien Wien und ein Computer mit Internet-Anschluss benötigt. Die „Rückgabe“ erfolgt automatisch, nach Ablauf der Nutzungsdauer kann das eMedium nicht mehr geöffnet werden und steht sofort wieder anderen Nutzern zur Verfügung. Somit können auch keine Versäumnisgebühren anfallen.

## Hauptbücherei und andere Zweigstellen
| Name                                  | Bezirk | Medien- bestand |
| ------------------------------------- | ------ | --------------- |
| Bücherei Engerthstraße                | 2.     | 31.000          |
| Bücherei Zirkusgasse                  | 2.     | 47.000          |
| Bücherei Erdbergstraße                | 3.     | 46.800          |
| Bücherei Rabenhof                     | 3.     | 17.500          |
| Bücherei Fasanviertel                 | 3.     | 16.900          |
| Bücherei Wieden                       | 4.     | 34.300          |
| Bücherei Margareten                   | 5.     | 29.000          |
| Bücherei Mariahilf                    | 6.     | 30.000          |
| Hauptbücherei                         | 7.     | 406.700         |
| Bücherei Alsergrund                   | 9.     | 13.500          |
| Bücherei Per-Albin-Hansson-Siedlung   | 10.    | 16.700          |
| Bücherei Laxenburger Straße           | 10.    | 30.700          |
| Bücherei Hasengasse                   | 10.    | 12.400          |
| Bücherei Im Bildungszentrum Simmering | 11.    | 45.800          |
| Bücherei am Leberberg                 | 11.    | 23.500          |
| Bücherei am Schöpfwerk                | 12.    | 21.800          |
| Bücherei Philadelphiabrücke           | 12.    | 64.700          |
| Bücherei Hietzing                     | 13.    | 34.200          |
| Bücherei Breitnerhof                  | 14.    | 18.800          |
| Bücherei Penzing                      | 14.    | 33.500          |
| Bücherei Am Meiselmarkt               | 15.    | 16.700          |
| Bücherei Schwendermarkt               | 15.    | 28.300          |
| Bücherei Sandleiten                   | 16.    | 21.700          |
| Bücherei Ottakring                    | 16.    | 19.800          |
| Bücherei Hernals                      | 17.    | 41.200          |
| Bücherei Weimarer Straße              | 18.    | 26.700          |
| Bücherei Heiligenstadt                | 19.    | 21.700          |
| Bücherei Billrothstraße               | 19.    | 40.600          |
| Bücherei Pappenheimgasse              | 20.    | 33.100          |
| Bücherei Leystraße                    | 20.    | 17.200          |
| Bücherei Schlingerhof                 | 21.    | 38.200          |
| Bücherei Großjedlersdorf              | 21.    | 31.600          |
| Bücherei Großfeldsiedlung             | 21.    | 17.000          |
| Bücherei Seestadt Aspern              | 22.    | 22.500          |
| Bücherei Kaisermühlen                 | 22.    | 12.900          |
| Bücherei Donaustadt                   | 22.    | 38.000          |
| Bücherei Liesing                      | 23.    | 41.500          |
| Bücherei Alt-Erlaa                    | 23.    | 29.100          |

Im Jahre 2003 zog die Hauptbücherei vom Haus des Buches in der Josefstädter Skodagasse (wo sich nun die Zentrale der Musikschulen der Stadt Wien befindet) an den Neubaugürtel. Zwischen den beiden Richtungsfahrbahnen des Gürtels wurde im 7. Bezirk (Adresse: Urban-Loritz-Platz 2 a) über der U-Bahn-Station Burggasse-Stadthalle  das vom Architekten Ernst Mayr entworfene Gebäude in der Form eines 150 Meter langen abstrahierten Schiffs erbaut. Zum Haupteingang der Bibliothek gelangt man über die größte Freitreppe Wiens, die stilistisch der Villa Malaparte entlehnt ist. Diese führt bis zum Dach, wo sich das Café Oben befindet. Die Fassade ist in Terrakotta-Optik ausgeführt.
Auf zwei Ebenen kann in 240.000 Bücher und 60.000 audiovisuelle Medien sowie in Zeitungen und Zeitschriften Einblick genommen werden. Ein Bereich namens Kirango steht Kindern zur Verfügung. Es gibt 130 Computerarbeitsplätze für Katalog- und Internetrecherchen sowie 40 Audio- und Videoplätze.
Seit 2002 setzt die Hauptbücherei das BiblioChip System RFID-System zur berührungslosen Medienverbuchung und -sicherung ein. Damit können die Bibliothekskunden an eigenen Einlesegeräten ähnlich einem Scanner oder Kopierer ihre Entlehnungen selbst verbuchen. Leiter der Hauptbücherei war Christian Jahl und ist ab 2022 Bernhard Pöckl.

## Lesofantenfest und Gratisbuch-Aktionen

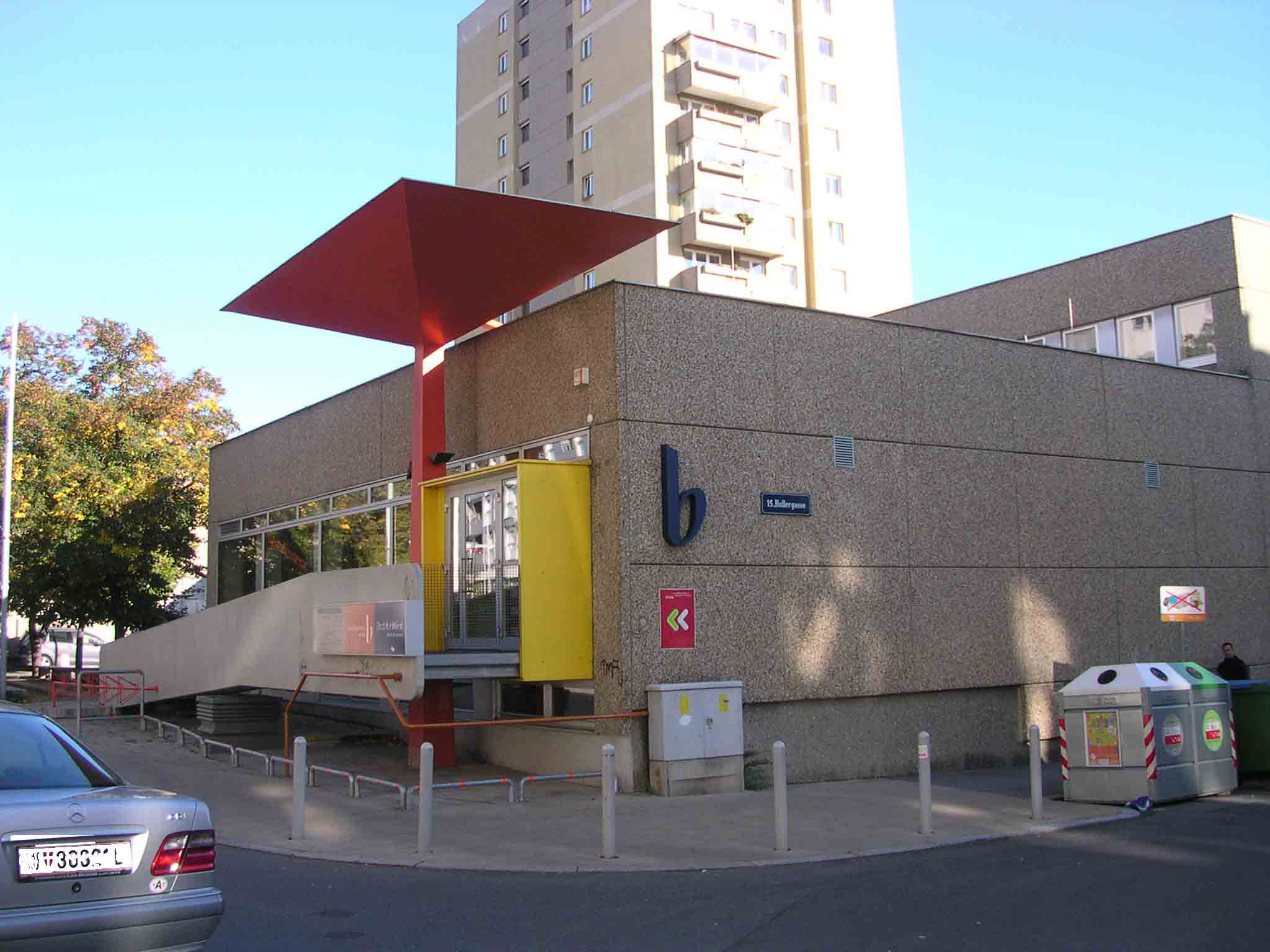
Zweigstelle Schwendermarkt

Eine jährliche Kulturveranstaltung der Stadt Wien für Kinder ist das Lesofantenfest (der Lesofant ist das Lesemaskottchen der Büchereien Wien und aller Öffentlichen Büchereien Österreichs), das jedes Jahr im November in den Büchereien Wien stattfindet, mindestens zwei Wochen lang dauert, ca. 60 Veranstaltungen bietet und um 10.000 Besucher hat. Das Programm besteht aus Lesungen, Musik-, Erzähl- und Kindertheater, Tanztheater, Clowntheater, Puppen-, Objekttheater und einer speziellen Abenteuernacht – genannt BücherDschungel – im Dschungel Wien (Theaterhaus für Kinder und Jugendliche) im MuseumsQuartier. Das Rahmenprogramm beinhaltet 400 betreute Spiele der spielebox Wien, KinderKurier Zeitungswerkstatt, Workshops und Animationen. Die eigene Veranstaltungsleiste Lesofantino bietet Programme für die Allerkleinsten bis zu vier Jahren. Die Wiener Büchereien unterstützen auch die Gratisbuch-Aktion der Stadt Wien Eine STADT. Ein BUCH.

## Personal
Von 1945 bis 1992 stieg der Personalstand kontinuierlich an. 1945 waren 78 Personen beschäftigt, ein Jahr später bereits 122. Im Jahr 1992 zählte man 220 Angestellte, was den bis dahin höchsten Personalstand darstellte. Einen großen Anteil stellten davon die Beschäftigten in der Hauptbücherei, in kleineren Zweigstellen arbeiteten oft nur kleine Teams von 5 Personen. 1954 waren rund 63 % der Beschäftigten Frauen, 1964 nur noch 56 % und 1992 wieder 64 %.

## Geschichte

### Vorgeschichte: öffentliche Bibliotheken in Wien bis 1936
Während in Großstädten Englands, Skandinaviens und Deutschlands bereits seit etwa 1900 städtische Bibliotheken entstanden waren, wurden die Arbeiterbüchereien der Stadt Wien erst 1936 gegründet. In diesem Jahr übernahm die Stadt Wien die Trägerschaft über bereits bestehende öffentliche Büchereien, die bis dahin nicht von der Stadt, sondern von Vereinen geführt worden waren.
Aufgebaut wurden die öffentlichen Bibliotheken beispielsweise vom 1887 gegründeten Wiener Volksbildungsverein, der bis 1914 bereits 27 Zweigstellen (u. a. eine Lesehalle im Volksheim Ottakring) mit jährlich 2 Millionen Entlehnungen eingerichtet hatte. Von Bedeutung war auch der von Eduard Reyer 1897 gegründete Verein Zentralbibliothek, der 1911 eine Zentrale und 24 Zweigstellen mit insgesamt 3,5 Millionen Entlehnung jährlich betrieb. Hier wurden Benutzergebühren eingehoben und bezahlte Bibliothekare beschäftigt. Diesen beiden Bibliotheksträgern, die nach eigener Aussage um „neutrale“ Volksbildung und Aufklärung bestrebt waren, standen Träger gegenüber, die sich um eine religiöse Weltanschauung bemühten. So gründete Ignaz Stich 1899 die Volkslesehalle und 1909 wurde der Katholische Bibliotheks- und Leseverein gegründet. Die größte Bedeutung für das Wiener Büchereiwesen vor der Gründung der Wiener Stadtbüchereien kam aber dem von der Wiener Arbeiterbewegung aufgebauten Bibliotheksnetz zu. Zuerst waren es ihre Bildungsvereine, später Gewerkschafts- und Parteiorganisationen, die sich um Bücher und Bibliotheken für die breite Masse der Bevölkerung bemühten. 1908 wurde die Zentralstelle für das Bildungswesen mit Robert Danneberg als Sekretär geschaffen. Man richtete zahlreiche Bibliotheken mit Qualitätsstandards und einheitlichen Richtlinien sowie eine eigene Bibliothekskommission mit Josef Luitpold Stern als Leiter ein. Zahlreiche dieser Bibliotheken wurden in den zur Zeit des Roten Wiens errichteten Gemeindebauten angesiedelt. 1932 kam es in 60 Arbeiterbüchereien zu 2,36 Millionen Entlehnungen.

### Gründung 1936
Die Machtübernahme der Austrofaschisten bedeutete das Ende der sozialdemokratischen Einrichtungen, so übernahm der Verein Arbeiterbüchereien mit Karl Lugmayer als Obmann die zuvor beschlagnahmten Bibliotheken. Keimten innerhalb des Vereins Arbeiterbüchereien Versuche auch auf, mit legaler Kulturarbeit Widerstand gegen den Ständestaat zu leisten, so wurden diese 1936 mit dem Beschluss eines neuen Wiener Volksbildungsgesetzes erstickt. Die Stadt übernahm den Verein Arbeiterbüchereien und unterstellte ihn samt neuer Leitung als kommunale Dienststelle den Städtischen Sammlungen. Begann die Zensur von Büchern bereits 1934, so wurde sie nun noch einmal stark verschärft und insgesamt 1.500 Titel indiziert.

### Zeit des Nationalsozialismus und Nachkriegszeit
1938 wurde der Verein Arbeiterbüchereien in Städtische Büchereien umbenannt, nach der Machtergreifung durch die Nationalsozialisten wurden weitere Werke aus dem Bestand aussortiert, diesmal Bücher jüdischer Autoren. Nach dem Novemberpogrom 1938 wurden Juden von der Bibliotheksbenutzung ausgeschlossen; die Bibliothekare blieben hingegen weitgehend dieselben, nachdem Politische Linke und Juden bereits seit 1934 entfernt worden waren. Leiter wurde der Nationalsozialist Hans Ruppe, Schüler des Bibliothekstheoretikers Walter Hofmann und seit Jahren im Bibliothekswesen des Dritten Reichs tätig. Rupp visierte eine Steuerung und Reglementierung des Leseverhaltens an, dazu reduzierte er etwa belletristische Werke und stärkte die Bestände an Sachbüchern im Sinn der NS-Weltanschauung. Ab Dezember 1941 konnten die Leser pro Besuch nur einen Roman entlehnen. Die Zahl der Leser sank stark, die Professionalisierung seitens der Bibliothekare stieg hingegen. So wurden an Stelle des bisher bestehenden Spesenersatzes feste Dienstposten eingerichtet und die Bibliothekare hatten eine Ausbildung an einer der deutschen Volksbüchereischulen zu absolvieren.
Nach Kriegsende begann auch für die Städtischen Büchereien der Wiederaufbau. Von den ehemaligen Arbeiterbüchereien war nur noch ein Drittel übriggeblieben (1945 gab es 23 Zweigstellen) und die Buchbestände waren durch die Säuberungen der Austrofaschisten und Nationalsozialisten dezimiert worden. Die Sozialdemokraten verzichteten auf die Rückgabe der Arbeiterbüchereien, die Städtischen Büchereien konnten somit der neuen Stadtverwaltung eingegliedert werden. Verwaltet wurden sie bis 1979 vom Kulturamt, vor allem Buchbeschaffung und Instandsetzung von Zweigstellen waren die ersten Ziele der Nachkriegszeit.

### Seit 1950

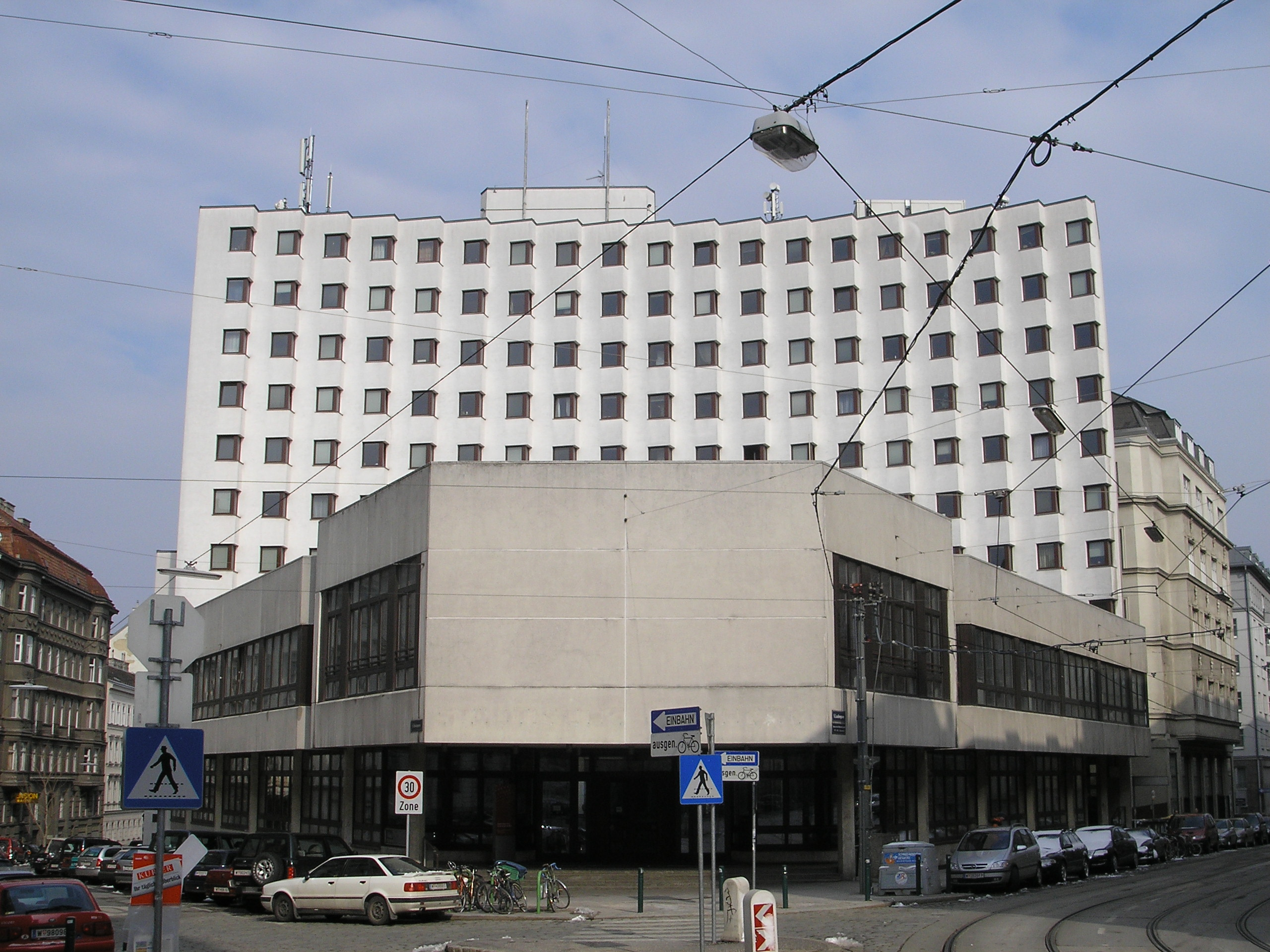
Das Haus des Buches war von 1970 bis 2003 die Hauptbücherei der Büchereien Wien, heute ist hier die Zentrale der Musikschulen der Stadt Wien angesiedelt.

Seit den 1950er Jahren wurden in neu gebauten Gemeindebauten auch Büchereien eingerichtet (später auch in Volksheimen sowie Häusern der Begegnung) und mit einer Abteilung für Kinder und Jugendliche ausgestattet. Bald wurde, was die Anzahl an Zweigstellen betrifft, das Niveau des Arbeiterbüchereiwesen erreicht und 1970 wurde erstmals eine Hauptbücherei (mit angeschlossener Musikbücherei) errichtet (siehe Haus des Buches). Unter dem Leiter Rudolf Müller (1950 bis 1970) wurden Schriftsteller als Bibliothekare angestellt, womit man praktische Literaturförderung betreiben wollte, indem man ihr literarisches Schaffen mit einem Brotberuf absicherte. Zu ihnen zählten Christine Busta, Rudolf Felmayer, Gerhard Fritsch, Walter Buchebner, Franz Hiesel, Wilhelm Meissel und Herbert Wadsack. Erst spät wurde das sogenannte Theken-Ausleihsystem abgeschafft, in dem die Benützer ihre Bücher an einer Theke bestellen mussten und nicht selbst in zugänglichen Regalen auswählen konnten. Ihm folgte die bis heute bestehende Freihandaufstellung, die es dem Leser erlaubt, die Bücher durchzusehen. Vom Juli 1957 bis Juni 2009 versorgte ein Bücherbus Gebiete, die am Stadtrand lagen oder über keine eigene Zweigstelle verfügten. Bis 2003 betrieben die Städtischen Büchereien auch Lehrlingsbücherein in Berufsschulen und Spitalsbüchereien. Seit 1982 versorgt ein Hausbesuchsdienst Behinderte mit Büchern.
1979 wurde die Geschäftsgruppeneinteilung des Wiener Magistrates reformiert und die Städtischen Büchereien aus dem Kulturamt ausgegliedert und der neu geschaffenen Magistratsabteilung 13 für Bildung und außerschulische Jugendbetreuung unterstellt. Unter dem Leiter Franz Pascher (1976 bis 1998) wurde die Elektronische Datenverarbeitung eingeführt. Unter dem Leiter Alfred Pfoser (1998 bis 2007) kam es zur Einrichtung eines online zugänglichen Bibliothekskatalogs. Aufgrund von Platzmangel für die Buchbestände, wurde am Urban Loritz-Platz ein neues Gebäude für die Hauptbücherei errichtet und 2003 eröffnet. Im Jahr 2008 übernahmen Elke Bazalka als wirtschaftliche Leiterin und Markus Feigl als bibliothekarischer Leiter gemeinsam die Führung der Büchereien Wien. Seit 2010 werden digitale Medien (E-Books, E-Audios und E-Papers) auch zum Download angeboten. Ende 2012 verfügte man über rund 17.200 solcher digitalen Medien, im Jahr 2012 kam es zu rund 155.000 Entlehnungen in diesem Bereich. Seit 2011 ist die media wien (die ehemalige Landesbildstelle) Teil der Büchereien Wien und stellt mit dem media wien medienverleih zahlreiche Medien wie Filme, Themenboxen und CD-ROMs zur Verfügung. Im Jahr 2012 zählte man einen Bestand von 1,524 Millionen Medien, 39 Zweigstellen, 5,7 Millionen Entlehnungen und 210.937 Benutzer. Beginnend mit Mai 2016 und dem Wechsel Feigls zum Büchereiverband Österreichs war Elke Bazalka bis August 2020 die alleinige Leiterin der Büchereien.
Am 11. Juni 2019 bemerkten die Büchereien Wien, dass sie Ziel eine Hackerangriffs geworden sind. Dabei wurde eine Datenbank mit teilweise personenbezogenen Daten von über 713.000 Nutzern kopiert. Diese Daten wurden später online gestellt.
Mit August 2020 übernahm Christian Jahl, der bislang die Leitung der Hauptbücherei am Gürtel innehatte, die Leitung der Büchereien der Stadt Wien.
Im September 2021 eröffnete in der Seestadt Aspern eine neue Zweigstelle der Büchereien. Für diesen neuen Standort wurden zwei kleinere Standorte am Siegesplatz und in der Erzherzog-Karl-Straße im 22. Bezirk aufgelassen.
Mit Februar 2022 übernahm Bernhard Pöckl (* 1981) die Leitung der Büchereien Wien von seinem Vorgänger Christian Jahl.